# Rhamphomyia quinquelineata
Rhamphomyia quinquelineata är en tvåvingeart som först beskrevs av Thomas Say 1823.  Rhamphomyia quinquelineata ingår i släktet Rhamphomyia och familjen dansflugor. Inga underarter finns listade i Catalogue of Life.